# Hybophorellus townesi
Hybophorellus townesi là một loài tò vò trong họ Ichneumonidae.